# Krivé (národní přírodní rezervace)
Krivé je národní přírodní rezervace v katastrálním území obce Nezbudská Lúčka v okrese Žilina v Žilinském kraji na Slovensku. Území bylo vyhlášeno v roce 1979 a jeho rozloha je 203,72 hektaru. Předmětem ochrany je soubor společenstev skalních dutin a různorodých lesních porostů na krystaliniku Malé Fatry.